# Kramfors
Kramfors ist eine Stadt in Schweden und Hauptort der gleichnamigen Gemeinde in der schwedischen Provinz Västernorrlands län. Die Stadt ist benannt nach Johan Christoffer Kramm, der hier ab 1742 ein Sägewerk am Fluss Skvällsån, dem heutigen Kramforsån, errichten ließ.
Die Stadt entstand als Industriestandort an der Westseite des Ångermanälven. Nach einem raschen Aufblühen im 19. und frühen 20. Jahrhundert dank der boomenden holzverarbeitenden Industrie verlor die Stadt wieder an Bedeutung. Vor allem in den 1960er und 1970er Jahren wurden viele Fabriken stillgelegt. Auch heute leidet der Ort unter Bevölkerungsschwund.
Südlich von Kramfors liegen östlich des Ortes Frånö die Großhügel von Frånö in einem Siedlungsgebiet nahe dem Ångermanälven. 

## Söhne und Töchter der Stadt
- Sture Hållberg (1917–1988), Boxer
- Nisse Strinning (1917–2006), Architekt und Designer
- Roland Ströhm (1928–2017), Radrennfahrer
- Anders Grönhagen (* 1953), Fußballspieler und -trainer
- Jan Eriksson (* 1958), Eishockeyspieler
- Tomas Sjödin (* 1959), Autor und Pastor
- Magnus Wernblom (* 1973), Eishockeyspieler
- Mario Kempe (* 1988), Eishockeyspieler
- Adrian Kempe (* 1996), Eishockeyspieler
- Sandra Näslund (* 1996), Freestyle-Skisportlerin